# Rầy lưng trắng
Rầy lưng trắng (Danh pháp khoa học: Sogatella furcifera) là một loài rầy trong họ Hemiptera. Chúng là loài gây hại dữ dội trên lúa cùng với rầy nâu.

## Đặc điểm
Trứng rầy lưng trắng có dạng quả chuối tiêu như trứng rầy nâu nhưng nhỏ, dài và nhọn hơn. Rầy đẻ trứng thành từng ổ theo chiều dọc, chìm trong bẹ hoặc gân chính của lá, mỗi ổ 2-7 quả. Rầy non mới nở có màu trắng đục, đến tuổi 3 xuất hiện các vệt vằn trên lưng. Rầy trưởng thành có màu đen nâu với một dải trắng trên mảnh lưng giữa. Cơ thể màu trắng kem, bụng màu đen. Con cái có hai dạng: cánh dài và cánh ngắn; con đực chỉ có một dạng hình cánh dài. Thời gian từ khi vũ hoá đến đẻ trứng 3-5 ngày, có thể sống 20 - 30 ngày. 

## Sinh sản
Rầy đẻ trứng thành ổ trong bẹ và gân chính của lá lúa, hình quả chuối tiêu, mới đẻ màu trắng trong, trước khi nở có điểm mắt màu nâu đỏ, thời gian trứng từ 6 – 8 ngày. Rầy non có 5 tuổi, từ tuổi 1 đến tuổi 3 gọi là rầy cám, hết tuổi 5 lột xác sang trưởng thành, thời gian sống từ 12 – 14 ngày (mỗi tuổi 2-3 ngày). Vòng đời của rầy ngắn, từ 26 – 30 ngày nên khả năng tăng mật độ rất nhanh. Cả rầy non và rầy trưởng thành đều có tập tính bò ngang, dễ phát hiện, thường sống tập trung ở gốc và thân cây lúa, phần sát mặt nước để gây hại.

## Gây hại
Gây hại cùng với rầy nâu nhưng trong cùng lứa thì rầy lưng trắng phát sinh rộ sớm hơn. Rầy non có màu trắng hoặc nền trắng cùng các vết xám đậm. Thường hại nặng trên các giống lúa nhiễm rầy, lúa lai, thâm canh cao, bón nhiều đạm, ruộng lúa cấy dày, rậm rạp. Rầy lưng trắng thường có mật độ cao, gây hại nặng vào giai đoạn giai đoạn lúa làm đòng. ở vùng lúa đồng bằng sông Hồng một năm có 6-7 lứa. Quan trọng là lứa tháng 4 và cuối tháng 8 đầu tháng 9 trùng với các giai đoạn trên. Rầy lưng trắng đặc biệt nguy hiểm vì là môi giới truyền bệnh virus lùn sọc đen.